# Liubov Yaskévich
Liubov Ilínichna Yaskévich (en ruso: Любовь Ильинична Яскевич; Kémerovo, URSS, 17 de abril de 1985) es una deportista rusa que compite en tiro, en la modalidad de pistola.
Ganó tres medallas en el Campeonato Europeo de Tiro entre los años 2012 y 2025. Participó en los Juegos Olímpicos de Londres 2012, ocupando el cuarto lugar en la prueba de pistola 10 m.

## Palmarés internacional
| Campeonato Europeo | Campeonato Europeo    | Campeonato Europeo | Campeonato Europeo |
| Año                | Lugar                 | Medalla            | Prueba             |
| ------------------ | --------------------- | ------------------ | ------------------ |
| 2012               | Vierumäki (Finlandia) | Medalla de bronce  | Pistola 10 m       |
| 2014               | Moscú (Rusia)         | Medalla de oro     | Pistola 50 m mixto |
| 2025               | Osijek (Croacia)      | Medalla de oro     | Pistola 10 m solo  |